# 运城专区
运城专区，山西省已撤销的专区。

## 沿革
1949年2月改晋绥十一专署为运城专区，归陕甘宁边区领导，1949年6月撤销。1949年1950年1月，又复成立运城专区，在今山西省南部。辖河津、稷山、新绛、闻喜、夏县、平陆、永济、芮城、垣曲、绛县、万荣、解虞、临猗等县及运城镇。
1954年，运城、临汾两专区合并为晋南专区，专区驻临汾县。1970年恢复后，更名为运城地区。